# 長野信用金庫
長野信用金庫（ながのしんようきんこ、英語：Nagano Shinkin Bank）は、長野県長野市に本店を置く信用金庫である。県内の信用金庫では最も多い店舗数を有し、預金高は長野県信用組合に次ぐ県内4位の金融機関である。坂城町以北の北信地域を営業エリアとしている。

## 沿革
- 1923年7月 - 産業組合法に基づき、有限責任長野市庶民信用組合として設立。
- 1943年4月 - 市街地信用組合法に基づく信用組合に改組。
- 1948年12月 - 長野信用組合に改称。
- 1951年10月 - 信用金庫法に基づき、長野信用金庫となる。
- 1952年5月 - 篠ノ井信用組合の事業を全て譲受。
- 1978年 - 本店を現在地に移転。
- 1984年 - (株)しんきんサービスを子会社としてを設立。
- 2002年8月 - 上田商工信用組合の事業を一部譲受。
- 2019年
  - 4月8日 - この日から磁気の影響を受けにくい新しい通帳（Hi-Co通帳）を取扱開始した(Hi-Co通帳に対応していない信用金庫ATMではHi-Co通帳は使えない。)[3]。
  - 5月 - 清泉女学院大学・清泉女学院短期大学と包括連携協定を締結[4]。
  - 12月 - 連携協定の対象である北信14市町村との情報交換会「北信まちづくりプラットフォーム」設立[5]。

## 店舗・ATM

### 長野市北部
- 001大門町支店（大門町）
- 003石堂支店（北石堂町）
- 004桜枝町支店（桜枝町）
- 005吉田支店（吉田三丁目）
- 006権堂支店（権堂町）
- 007七瀬支店（鶴賀七瀬）
- 008善光寺下支店（三輪六丁目）
- 016豊野支店（豊野町豊野）
- 019南支店（稲葉上千田）
- 020城北支店（上松四丁目）
- 022東長野支店（北尾張部）
- 023伊勢宮支店（差出南二丁目）
- 025若穂支店（若穂綿内）
- 028大豆島支店（大豆島）
- 031若槻支店（稲田一丁目）
- 033柳原支店（柳原）
- 035戸隠支店（戸隠）
- 036古里支店（富竹）
- 040長池支店（南長池）
- 088本店営業部（鶴賀居町）
  - 店外ATM：JR長野駅、ステーションビルMIDORI、長野青空市場、西友西尾張部店，マツヤ稲葉店、ながの東急百貨店、ウエストプラザ長野、MEGAドン・キホーテ長野店、長野県庁、長野市役所、長野市民病院、西友日詰店、長野赤十字病院(CD)、ツルヤ徳間店(CD)、ながの東急ライフ(CD)、アップルランド大豆島店(CD)、西友高田店、西友長野北店(CD)

### 中野市
- 002中野支店
  - 店外ATM：西友中野駅前店、AOKI中野店、高井富士ショッピングセンター(CD)、ジャスコ新中野店(CD)

### 須坂市
- 009須坂支店（北横町）
- 029墨坂支店
- 041太子町支店

### 小布施町
- 010小布施支店
  - 店外ATM：コスコ小布施店

### 長野市南部
- 011篠ノ井支店（篠ノ井布施高田）
- 015松代支店（松代町松代伊勢町）
- 021更北支店（青木島町青木島乙）
- 027川中島支店（川中島町御厨）
- 030川柳支店（篠ノ井二ツ柳）
- 037南支店市場出張所（市場）
- 039川中島駅前支店（川中島町上氷砲）
  - 店外ATM：西友川中島店、西友南長野店、ツルヤ長野南店(CD)、西友篠ノ井店

### 千曲市
- 012上山田支店
- 013稲荷山支店
- 014屋代支店（粟佐）
- 032戸倉支店
- 043埴生支店（鋳物師屋）
  - 店外ATM：西友粟佐店、西友戸倉上山田店、シヨツピングコアあいにー

### 山ノ内町
- 017山之内支店

### 飯山市
- 018飯山支店
  - 店外ATM：飯山シヨツピングタウン(CD)

### 飯綱町
- 024飯綱支店

### 坂城町
- 034坂城支店

## ATMについて
長野信金のATMコーナー（他金融機関幹事の共同CDコーナーを除く）では、他の信用金庫のキャッシュカードでも、「しんきんATMゼロネットサービス」により、平日8:45-18:00及び土曜9:00-14:00の入出金に限り手数料は無料となる。
また、八十二銀行（ぐるっと信州ネット）のキャッシュカードでも、平日8:45-18:00の出金に限り手数料は無料となる（その逆も同様。ただし、八十二銀行が参加しているコンビニATM：ローソンATMでは対象外。）。
セブン銀行ATM、イオン銀行ATMとも提携している（要手数料）。